# 香川菊池寛賞
香川菊池寛賞は昭和40年（1965年）に創設され、翌年3月6日に第1回の授賞式が催された。
昭和30年10月18日、菊池寛顕彰会が発足。会長は当時の高松市長・国東照太。同時に高松市立図書館に菊池寛文庫が設立された。その後、顕彰会としてのもう一つの事業として、「香川菊池寛賞」が創設された。
創設当時は枚数制限などがなく、過去の既発作品であっても応募可能とされた。
現在は「郷土が生んだ文壇の大御所「菊池寛」を顕彰する事業として、また、郷土文化・文学の向上を図るため、文学作品を募集し、香川菊池寛賞及び同奨励賞各一篇を選考し、賞を贈呈する。」という趣旨のもと、菊池寛顕彰事業実行委員会が主催となり、毎年募集が行われている。
受賞作は、『文化高松』や、菊池寛記念館発行の『文藝もず』で読めるほか、RNC西日本放送のラジオ番組「ラジオで聞く香川菊池寛賞」、「ふるさと文庫　菊池寛を読む」で聞くことができる。